# Calumet 'K'
Calumet 'K'  è un cortometraggio muto del 1912 diretto da J. Searle Dawley.

## Produzione
Il film fu prodotto dalla Edison Manufacturing Company. Venne girato a Chicago.

## Distribuzione
Distribuito dalla General Film Company, il film - un cortometraggio in una bobina - uscì nelle sale cinematografiche degli Stati Uniti il 30 settembre 1912.